# Diversity (album)
 For alternative betydninger, se Diversity. (Se også artikler, som begynder med Diversity)
Diversity er debutalbummet fra den danske popgruppe Alien Beat Club, der udkom den 23. november, 2009. Albummet indeholder de to bonusnumre "Dig & Mig" og "I'm Yours" , der oprindeligt er fremført af henholdsvis Dieters Lieder og Jason Mraz.
Førstesinglen "My Way" blev udgivet den 3. september, 2009.

## Trackliste
| #   | Titel                     | Sangskriver(e)                                                                 | Producer(e)                                | Længde |
| --- | ------------------------- | ------------------------------------------------------------------------------ | ------------------------------------------ | ------ |
| 1.  | "One Touch"               | Remee S. Jackman, Jonas Jeberg, Mich Hansen, Jasmine Denham                    | Louis Winding, Stefan Hoffenberg           | 3:39   |
| 2.  | "My Way"                  | Remee S. Jackman, Louis Winding, Stefan Hoffenberg, Edwin "Lil' Eddie" Serrano | Louis Winding, Stefan Hoffenberg           | 4:17   |
| 3.  | "Simple Things"           | Remee S. Jackman, Negin, Mich Hansen, Joe Belmatti                             | Frederik Tao, Filip Melchior (co-producer) | 2:52   |
| 4.  | "Open Your Heart"         | Remee S. Jackman, Wayne Hector, Thomas Troelsen                                | Remee, Thomas Troelsen                     | 4:38   |
| 5.  | "Dangerous"               | Remee, Thomas Troelsen                                                         | Providers                                  | 3:23   |
| 6.  | "Everywhere"              | Christine McVie                                                                | Louis Winding, Stefan Hoffenberg           | 3:15   |
| 7.  | "Oxygen"                  | Remee S. Jackman, Troelsen, Shayne Ward                                        | Remee, Thomas Troelsen                     | 3:31   |
| 8.  | "Echo"                    | Remee S. Jackman, Lucas Secon, Thomas Troelsen                                 | Frederik Tao, Filip Melchior (co-producer) | 3:03   |
| 9.  | "I'm Alive"               | Remee, Thomas Troelsen                                                         | Remee, Thomas Troelsen                     | 3:11   |
| 10. | "It's My World"           | Remee S. Jackman, Louis Winding, Stefan Hoffenberg                             | Louis Winding, Stefan Hoffenberg, Remee    | 4:23   |
| 11. | "Dig & Mig" (bonus track) | Dieters Lieder, Johan Gerup                                                    | GL Music                                   | 3:42   |
| 12. | "I'm Yours" (bonus track) | Jason Mraz                                                                     | GL Music                                   | 4:09   |

## Album credits
| #  | Titel                     | Noter                                     |
| -- | ------------------------- | ----------------------------------------- |
| 1  | "One Touch"               | - Mixet af Mads Nilsson                   |
| 2  | "My Way"                  | - Mixet af Mads Nilsson                   |
| 3  | "Simple Things"           | - Mixet af Mads Nilsson                   |
| 4  | "Open Your Heart"         | - Mixet af Saqib                          |
| 5  | "Dangerous"               | - Mixet af Saqib                          |
| 6  | "Everywhere"              | - Mixet af Mads Nilsson                   |
| 7  | "Oxygen"                  | - Mixet af Saqib                          |
| 8  | "Echo"                    | - Mixet af Mads Nilsson                   |
| 9  | "I'm Alive"               | - Mixet af Saqib                          |
| 10 | "It's My World"           | - Produceret og optaget i Stringer Studio |
| 11 | "Dig & Mig" (bonus track) | - Mixet af Svend Gudiksen for GL Music    |
| 12 | "I'm Yours" (bonus track) | - Mixet af Svend Gudiksen for GL Music    |

- Alle vokaler af Patricia Namakula Mbabazi, Stephanie Lykkehøj Gudmundsen, Kasper Spring Ehlers & Marcel Mark Gbekle
- Masteret af Nikolaj Vinten, Medley Mastering / "It's My World" masteret af Lehnert i Mastertouch
- Executive producer: Remee for R:A:F Music
- Projekt koordinator / Produkt manager: Thomas M. for R:A:F Music
- Fotografering: Flemming Leitorp
- Styling: Louise Klixbüll og Pernille Fals Bahrt
- Cover design: Casper Bram / roger

## Hitlisteplacering
| Hitliste (2009)    | Højeste placering |
| ------------------ | ----------------- |
| Dansk Album Top-40 | 12                |